# Premios Bravo
Premios Bravo (México, 1991 - ), es un reconocimiento que otorga la Asociación Rafael Banquells, A. C., a lo más destacado en música, cine, teatro, radio, televisión, doblaje y realización de comerciales, durante el año. Los premios se entregan anualmente, desde 1991. Silvia Pinal fundó y presidia hasta su deceso la Asociación Rafael Banquells. El principal benefactor de la asociación era Emilio Azcárraga Milmo.

## Categorías
- Música
- Teatro
- Cine
- Televisión
- Radio
- Doblaje
- Comerciales
- Premio a la excelencia